# Czwarty rząd Kazimierza Bartla
Czwarty rząd Kazimierza Bartla – gabinet pod kierownictwem premiera Kazimierza Bartla, funkcjonujący od 28 czerwca 1928 do 13 kwietnia 1929.

## Skład rządu
- premier rządu – Kazimierz Bartel (podpułkownik pospolitego ruszenia saperów)
- minister spraw wewnętrznych – generał brygady dr Felicjan Składkowski (legionista)
- minister spraw zagranicznych – August Zaleski
- minister spraw wojskowych – marszałek Polski Józef Piłsudski (legionista)
- minister sprawiedliwości – Aleksander Meysztowicz
- minister wyznań religijnych i oświecenia publicznego – Kazimierz Świtalski (legionista, członek POW, major rezerwy piechoty)
- minister skarbu – Gabriel Czechowicz
- minister przemysłu i handlu – Eugeniusz Kwiatkowski (legionista, podporucznik rezerwy piechoty)
- minister rolnictwa i dóbr państwowych – Karol Niezabytowski
- minister reform rolnych – Witold Staniewicz (członek POW)
- minister robót publicznych – Jędrzej Moraczewski (legionista, major pospolitego ruszenia taborów)
- minister pracy i opieki społecznej – Stanisław Jurkiewicz
- minister komunikacji – Alfons Kühn
- minister poczt i telegrafów – Bogusław Miedziński (członek POW, legionista, podpułkownik piechoty)

## Zmiany w składzie rządu
22 grudnia 1928 Prezydent RP mianował podsekretarza stanu w Ministerstwie Sprawiedliwości Stanisława Cara ministrem sprawiedliwości.
8 lutego 1929 roku kierownikiem Ministerstwa Skarbu został podsekretarz stanu w tym resorcie Tadeusz Grodyński